# استرلا دالوا
استرلا دالوا (به پرتغالی: Estrela Dalva) یک منطقهٔ مسکونی در برزیل است که در میناز ژرایس واقع شده‌است. استرلا دالوا ۲٬۳۲۵ نفر جمعیت دارد.